# Cornuprocerus walshiae
Cornuprocerus walshiae är en stekelart som först beskrevs av William Harris Ashmead 1896.  Cornuprocerus walshiae ingår i släktet Cornuprocerus och familjen brokparasitsteklar. Inga underarter finns listade i Catalogue of Life.